# Ignacy (Połogrudow)
Ignacy, imię świeckie Siergiej Giennadijewicz Połogrudow (ur. 25 marca 1966 w Irkucku) – biskup Rosyjskiego Kościoła Prawosławnego.

## Życiorys
W 1978 ukończył studia na wydziale fizyki uniwersytetu w Irkucku. Następnie odbywał dwuletnią służbę wojskową i został zatrudniony w Zachodniosyberyjskim Instytucie Energetyki. W 1983 przeszedł do pracy we Wszechzwiązkowym Naukowym Centrum Chirurgicznym jako kierownik laboratorium. W 1988 przyjął chrzest w Rosyjskim Kościele Prawosławnym, zaś dwa lata później został posłusznikiem w monasterze Świętego Ducha w Wilnie. Tam też złożył zakonne śluby wieczyste, co miało miejsce 13 kwietnia 1992. 10 maja tego samego roku został hieromnichem. Ukończył również naukę w seminarium duchownym w Moskwie, w trybie zaocznym. 2 listopada 1997 otrzymał godność ihumena, zaś 1 marca 1998 – archimandryty.
29 marca 1998 miała miejsce jego chirotonia na biskupa pietropawłowskiego i kamczackiego. Od 2007 do 2011 był arcybiskupem na tej samej katedrze, następnie został przeniesiony do eparchii chabarowskiej i nadamurskiej. W 2011 został podniesiony do godności metropolity w związku z powstaniem metropolii nadamurskiej. W 2016 przeniesiony na katedrę argentyńską i południowoamerykańską, na której pozostawał do 2020 r., gdy został przeniesiony w stan spoczynku z wyznaczeniem stałego miejsca pobytu w Moskwie.
Arcybiskup Ignacy (Połogrudow) jest zwolennikiem wykorzystywania nowych technologii komunikacyjnych w pracy duszpasterskiej. Jako pierwszy hierarcha Cerkwi rosyjskiej założył własnego bloga.